# Нунатта Кіторнай
Нунатта Кіторнай (дан. Vort lands efterkommere, англ. Descendants of Our Land) — сепаратистська політична партія в Гренландії, яка виступає за незалежність. Заснована у вересні 2017 року колишнім міністром бізнесу, праці, торгівлі та закордонних справ Віттусом Куяукітсоком, який раніше був членом партії Вперед і який згодом був обраний на парламентських виборах у Гренландії 2018 року. На виборах 2021 року партія втратила це місце у парламенті.

## Історія
У квітні 2017 року прем'єр-міністр Кім Кільсен звільнив Віттуса Куяукітсока з посади міністра закордонних справ в уряді Гренландії через різку критику поводження з Данією та подав офіційну скаргу до Організації Об'єднаних Націй із вимогою приведення колишніх військових об'єктів США в Гренландії до екологічних норм. У травні 2017 року він залишив посаду міністра промисловості, торгівлі, праці та енергетики. Згодом він запропонував Кільсену обійняти посаду голови на партійній конференції Сіумута в липні 2017 року та покинув партію після того, як програв голосування з результатом 19-48.
Віттус Куяукіцок виступає за швидке проголошення Гренландської незалежності, тоді як Кім Кільсен і більшість у Сіумуті виступають за поступове проголошення незалежності.
Кандидати від партії балотувалася на парламентських виборах 2018 року на чолі з колишнім прем'єр-міністром Алекою Хаммондом. Але був обраний лише голова Віттус Куяукіцок.
На виборах 2021 року партія втратила це єдине місце у парламенті.

## Політична програма
Окрім швидкого створення Гренландської держави, партія виступає за децентралізацію управління та створення 17 муніципалітетів на основі поточного розподілу населення.

## Назва
Nunavta Qitornai (написання до 1973 року) — це назва патріотичної та просвітницької молодіжної організації, заснованої в 1941 році політиком і поетом Ауго Лінге, який був відомим прихильником тісної співпраці між Гренландією та Данією та включення Гренландії до датської держави. ; його онук критикував використання назви сепаратистської партії як неповагу до пам'яті Ауго Лінге.

## Результати виборів

### Парламент Гренландії
| Вибори   | голосів | %         | Сидіння | ±     |
| -------- | ------- | --------- | ------- | ----- |
| 2018 рік | 1,002   | 3.4 (№ 7) | 1 / 31  | новий |
| 2021 рік | 639     | 2.4 (№ 6) | 0 / 31  | ▼ 1   |

### Парламент Данії
| Вибори   | голосів     | %           | Сидіння | ±     |
| -------- | ----------- | ----------- | ------- | ----- |
| 2019 рік | 1622 рік    | 8.11 (№ 4)  | 0 / 2   | новий |
| 2022 рік | не змагався | не змагався | 0 / 2   | ▬ 0   |